# Prälatenbrief
Der Prälatenbrief war ein Privilegienbrief des Herzöge Bernhard und Heinrich aus dem Jahr 1392 und war an die Geistlichkeit im Fürstentum Lüneburg gerichtet. Er entstand im Rahmen der Verhandlungen zur Lüneburger Sate und enthält eine detaillierte Darstellung der Rechte und Pflichten der Lüneburger Prälaten.

## Vorgeschichte
Nachdem Wilhelm II. von Lüneburg 1369 ohne männliche Nachkommen starb, erlosch das ältere Haus Lüneburg. Entsprechend den welfischen Hausgesetzen und dem Wunsch Wilhelms wäre Herzog Magnus II. Torquatus von Braunschweig erbberechtigt gewesen. Kaiser Karl IV. betrachtete das Reichslehen jedoch als ans Reich zurückgefallen und belehnte Albrecht von Sachsen-Wittenberg und dessen Onkel Wenzel mit dem Fürstentum, wodurch der Lüneburger Erbfolgekrieg ausgelöst wurde. Erst nach der Schlacht von Winsen im Jahre 1388, bei dem Wenzel sein Leben ließ, verzichteten die Wittenberger auf ihre Ansprüche, und das Fürstentum war endgültig den Welfen gesichert.
Der Lüneburger Erbfolgekrieg hatte im Fürstentum zu einer großen Machtfülle der Landsstände geführt. Um sich die Unterstützung der Städte und des niederen Adels zu sichern, waren sowohl die Welfen als auch die Askanier gezwungen, den Landständen umfassende Privilegien zuzusichern und ihnen zahlreiche Gerechtigkeiten und Burgen zu verpfänden. Die Celler Herzöge waren zwar siegreich aus dem Konflikt hervorgegangen, standen dadurch aber vor massiven finanziellen Problemen. Als die Herzöge 1392 mit einer neuerlichen Finanzbitte an die Stadt Lüneburg herantraten, kam es als Gegenleistung für einen Kredit in Höhe von 50.000 Mark löt zum Abschluss eines umfangreichen Vertragswerkes, der Lüneburger Sate, in dem den Ständen in drei Briefen, dem Prälatenbrief, dem Städtebrief und dem Gemeinebrief, zahlreiche Privilegien bestätigt wurden und die Herzöge sich der Gerichtsamkeit eines von den Ständen gebildeten Gremiums unterwarfen.

## Inhalt
Der Prälatenbrief richtet sich an die Geistlichkeit des Lüneburger Landes sowie an alle im lüneburgischen begüterten auswärtigen Geistlichen und Klöster und umfasst 12 Artikel. Im ersten Artikel werden die Beweggründe für den Erlass der Sate dargelegt; so anerkennen die Lüneburger Fürsten die schwierige Situation, in der die Klöster sich durch die Wirren des Lüneburger Erbfolgekrieges befänden und bekennen sich zu ihrer Verantwortung, die Kirche unter ihren verstärkten Schutz zu stellen. In den Artikeln 2 bis 4 werden die Rechte des Klerus gegenüber den Herzögen bzw. die Verpflichtungen der Herzöge genauer benannt. So behandelt Artikel 2 die Pflicht der Herzöge, die Klöster vor Angreifern zu schützen und gestattet dem Klerus, sollten die Herzöge dieser Verpflichtung nicht nachkommen, aus diesen Angriffen resultierende Rechtsstreitigkeiten vor ein geistliches Gericht zu bringen. Im Artikel 4 wird auf das freie Wahlrecht der Klöster eingegangen und auf die Verpflichtung, den rechtmäßig von den Klöstern bzw. der Kirche gewählten Äbten, Pröbsten und Vorstehern uneingeschränkt Schutz zu gewähren.
In den Artikeln 5 bis 10 werden die Dienstpflichten der Klöster gegenüber der Landesherrschaft festgelegt. Bevor auf die einzelnen Pflichten näher eingegangen wird, wird betont, dass keine neuerlichen Verpflichtungen und Lasten entstehen sollen, sondern lediglich solche, die bereits in der Vergangenheit üblich waren. In Artikel 7 werden die Modalitäten der Bede und der Frondienste geregelt, mit dem besonderen Hinweis auf die Verpflichtung der Klöster, diese Leistungen im Kriegsfall sowie bei der Anlage neuer Befestigungsanlagen zu erbringen. Die Artikel 8 bis 10 befassen sich mit dem Recht der Herzöge, zweimal während ihrer Herrschaft, einmal beim Regierungsantritt sowie einmal bei ihrer Eheschließung, eine Person ihrer Wahl mit einem geistlichen Amt zu versorgen. Abschließend wird in den Artikeln 11 und 12 noch einmal der Wille der Herzöge betont, ihre Verpflichtungen zu erfüllen; ferner werden Zeugen und Datum der Vereinbarung genannt.

## Rechtsgültigkeit
Der Prälatenbrief behielt seine Rechtsgültigkeit unabhängig vom Fortbestand der Lüneburger Sate und wurde im Jahr 1484 von Heinrich dem Mittleren erneut bestätigt. Einzelne Artikel des Prälatenbriefes blieben auch nach der Einführung der Reformation im Jahr 1527 in Kraft. Letztmals Bezug genommen auf den Privilegienbrief wurde im Jahr 1745, als der Abt von St. Michaelis die Jurisdiktion über 230 Meierhöfe unter Berufung auf den Prälatenbrief gerichtlich durchsetzte.

## Überlieferung
Vom Prälatenbrief sind fünft besiegelte Originaldokumente erhalten. Zeitgenössische Abschriften befinden sich im Privilegienbuch der Stadt Lüneburg, in den Kopialbüchern der Klöster Barsinghausen, Walsrode und St. Michaelis in Lüneburg sowie im Lüneburger Satebuch. Publiziert wurde der Prälatenbrief erstmals 1704 von Christian Schlöpke in der Chronicon Bardewick, in den folgenden zwei Jahrhunderten folgten weitere Publikationen. 